# Bernd Meinunger
Bernd Meinunger (né le 30 septembre 1944 à Meiningen) est un parolier allemand.

## Biographie
Meinunger commence sa carrière professionnelle comme assistant de recherche de la section agricole de l'Ifo Institut für Wirtschaftsforschung à Munich. Il a un doctorat en sciences agronomiques.
En collaboration avec Ralph Siegel à partir de 1967, il crée de nombreuses chansons qui sont des succès tels que Ein bißchen Frieden (Nicole), Dschinghis Khan (Dschinghis Khan) ou Theater (Katja Ebstein), à la suite de leurs participations au Concours Eurovision de la chanson. Il travaille pour de nombreux interprètes germanophones, par exemple Peter Maffay qui interprète le plus grand succès de Meinunger So bist Du (1979). Il a des pseudonymes tels que John O'Flynn, Jim Leary, O. Pinion et Gunter Johansen.
Il y a aussi une relation d'artiste fructueuse avec la chanteuse et compositrice Hanne Haller, avec qui il a écrit de nombreuses chansons, comme Samstag abend (11e place dans les ventes de single en Allemagne).
Aussi avec le producteur David Brandes, Meinunger a du succès en tant que parolier. Des productions tels que E-Rotic et Vanilla Ninja bénéficient de ses paroles. Meinunger fait également partie de l'équipe de production, aux côtés de Sebastian Pobot et Don Gray, de la chanteuse et actrice Laura Schneider, qui a un top 10 fin 1999 avec le titre Immer wieder. En 2004, il écrit pour le producteur Jack White I'm in Love Again, interprétée par Ira Losco.
Au Concours Eurovision de la chanson 2005, il est le parolier de Run & Hide, la chanson représentant l'Allemagne interprétée par Gracia et aussi de Cool Vibes, la chanson représentant la Suisse interprétée par Vanilla Ninja. Les deux chansons sont des compositions de David Brandes.Cool Vibes atteint la huitième place en finale alors que Run & Hide est vingt-quatrième et dernière place.
Entre 1986 et 2010, il participe au Grand Prix der Volksmusik avec 12 compositions différentes. En 1986, il écrit les paroles de la chanson gagnante de Nella Martinetti, Bella Musica.
Meinunger se considère comme un artisan qui livre les paroles d'une mélodie en une demi-journée. Au total, il écrit environ 5 500 titres, dont 1 000 en anglais.
Meinunger vit à Grünwald près de Munich. Dans ses temps libres, il joue au golf. Meinunger est un ami d'école de Michael Kunze, également auteur-compositeur.